# Homalium lucidum
Homalium lucidum är en videväxtart som beskrevs av S. Elliot. Homalium lucidum ingår i släktet Homalium och familjen videväxter. Inga underarter finns listade i Catalogue of Life.